# Chiesa di San Lorenzo (Varese Ligure)
La chiesa di San Lorenzo è un luogo di culto cattolico situato nella frazione di Caranza nel comune di Varese Ligure, in provincia della Spezia. L'edificio è sede della parrocchia omonima del vicariato dell'Alta Val di Vara della diocesi della Spezia-Sarzana-Brugnato.

## Storia e descrizione
L'attuale edificio fu edificato nel 1664, ma subì rimaneggiamenti e trasformazioni nel 1844 e ancora nel 1934; in quest'ultimo periodo era prevosto il sacerdote Giovanni Battista Pardini che venne nominato, nel 1953, vescovo di Jesi nelle Marche.
Parrocchia dal XII secolo, la chiesa è stata consacrata il 21 settembre 1935 dal vescovo di Chiavari monsignor Amedeo Casabona ed eletta al titolo di prevostura. All'interno è conservata una tela della Madonna col Bambino del XIX secolo.